# Hygrotus flaviventris
Hygrotus flaviventris är en skalbaggsart som först beskrevs av Victor Ivanovitsch Motschulsky 1860.  Hygrotus flaviventris ingår i släktet Hygrotus och familjen dykare. Inga underarter finns listade i Catalogue of Life.